# Thúy Vi Vô Học
Thúy Vy Vô Học (zh: 翠微無學, ja: Suibi Mugaku, ?-?) là cao tăng Thiền Tông đời Đường, sống vào khoảng thế kỷ 09. Sư là đệ tử đắc pháp của Thiền sư Đan Hà Thiên Nhiên và có đệ tử nối pháp là Thiền sư Đầu Tử Đại Đồng.

## Cơ duyên và hành trạng
Sử liệu về sư được ghi lại rất ít, không biết sư quê quán ở đâu. Hành trạng và pháp ngữ của sư được ghi lại vắn tắt trong Cảnh Đức Truyền Đăng Lục.
Ban đầu, sư đến tham yết Thiền sư Đan Hà Thiên Nhiên và hỏi: "Thế nào là thầy của chư Phật?", Đan Hà quát nạt: "May mà tự thương xót cuộc sống, còn đi phục thị kẻ khác để làm gì?". Sư trở lui ba bước, Đan Hà nói: "Sai". Sư bước tới trước, Đan Hà nói: "Sai! Sai". Vô Học kiễng một chân lên, quay mình một vòng, nhắm phía ngoài đi ra. Đan Hà nói: "Đúng thì là đúng rồi, nhưng lại cô phụ chư Phật". Nghe câu này, sư liền lãnh hội yếu chỉ và được Đan Hà ấn khả.
Sau, sư đến trụ trì tại chùa Thúy Vi ở núi Chung Nam, tỉnh Thiểm Tây và khai đường giáo hóa. Phong cách dạy chúng của sư kế thừa từ Thiền sư Đan Hà Thiên Nhiên, không câu trước nơi nghi lễ, lại không xem sách vở kinh điển, chỉ tùy nhân duyên mà có các hành động lời nói tự do, phóng khoáng để dạy đệ tử và tự xưng mình là lão Vô Học.
Vua Đường Hy Tông từng mời sư vào cung thuyết pháp và ban tặng tử y. Sư được sắc thụy là Ứng Chiếu Đại Sư (應照大師).

## Pháp ngữ
Sư trụ Thúy Vi, Đầu Tử hỏi: "Xin hỏi Nhị Tổ gặp Đạt Ma đắc cái gì?". Sư nói: "Ông nay gặp ta lại đắc cái gì?".
Một hôm nọ, sư tại pháp đường đi tới đi lui, Đầu Tử nghinh đón phía trước hành lễ, hỏi: "Chỉ ý của Tổ sư từ Tây lại, Hòa thượng truyền cho người khác thế nào?". Sư dừng bước đứng lại một lúc, Đầu Tử nói: "Thỉnh cầu lão sư truyền thị!", sư nói: "Còn cần vá nước dơ thứ hai không?". Đầu Tử liền lễ bái trí kính mà lui ra. Sư nói: "Đừng có cân nhắc suy lường!", Đầu Tử nói: "Thời vụ tới thì rễ và mầm tự mọc ra".
Nhân sư cúng dường tượng La Hán, tăng hỏi: "Năm xưa Hòa thượng Đan Hà Thiên Nhiên đốt tượng Phật gỗ, Hòa thượng vì sao cúng dường tượng La Hán?". Sư đáp: "Đốt cũng như không đốt, cúng dường mặc ý cúng dường". Tăng lại hỏi: "Cúng dường La Hán, La Hán có đến không vậy?", sư nói: "Ông mỗi ngày còn ăn cơm không?". Tăng không lời đối đáp, sư nói: "Cũng có chút lanh lợi".